# Koghiella parabouo
Koghiella parabouo är en insektsart som beskrevs av Otte, D. 1987. Koghiella parabouo ingår i släktet Koghiella och familjen syrsor. Inga underarter finns listade i Catalogue of Life.